# Ýpsonas
Ýpsonas (grec moderne : Ύψωνας) est une ville de Chypre ayant au recensement de 2001 une population de 6 435 habitants.